# Werften in Hamburg

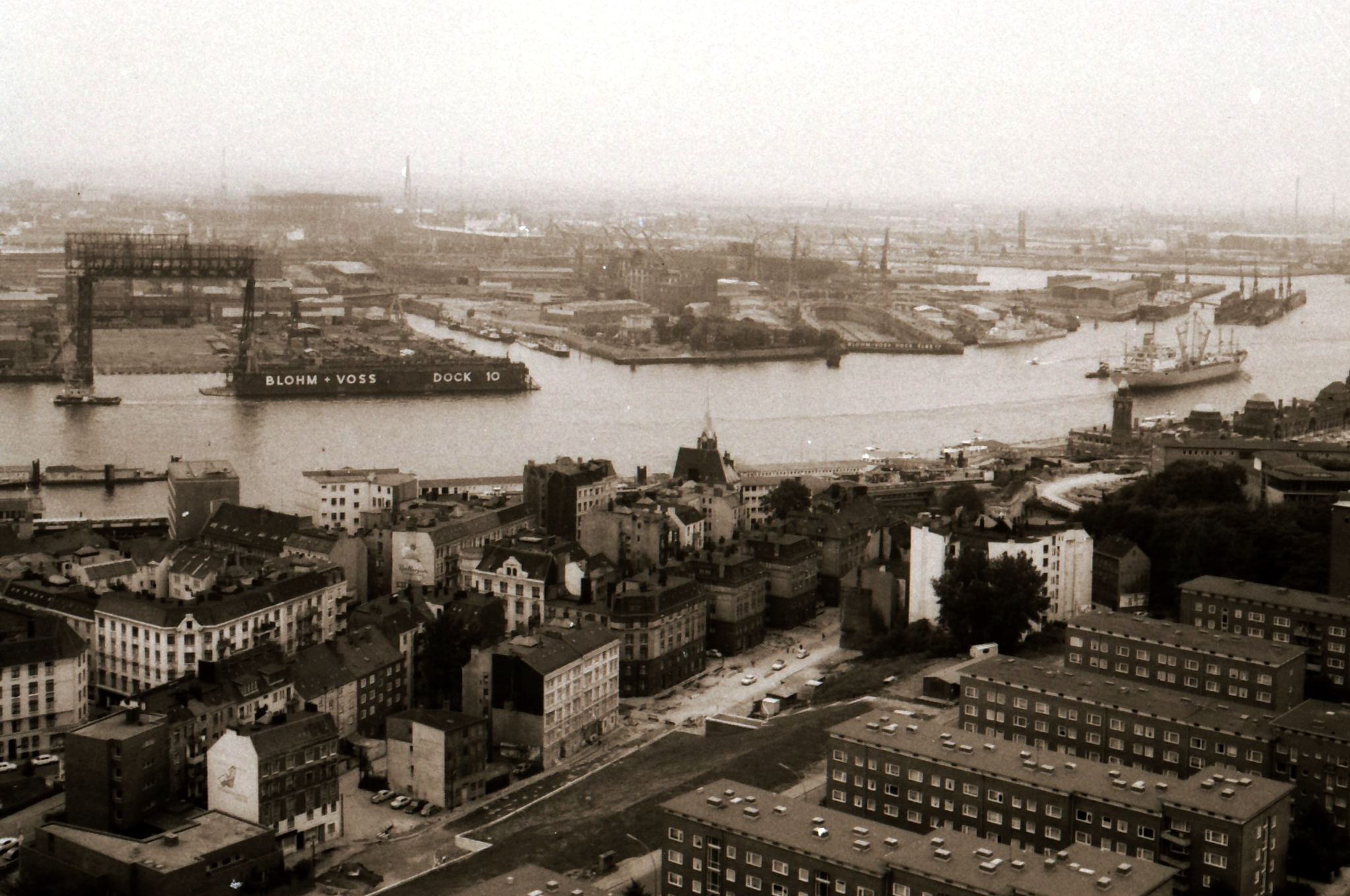
1972: Blick vom Michel über den Hafen auf die Werftanlagen von Blohm + Voss zu beiden Seiten der Mündung des Fährkanals (Bildmitte). Rechts das Trockendock Elbe 17, links die ehemalige Stülckenwerft mit dem Kabelkran, davor ein Schwimmdock von B + V

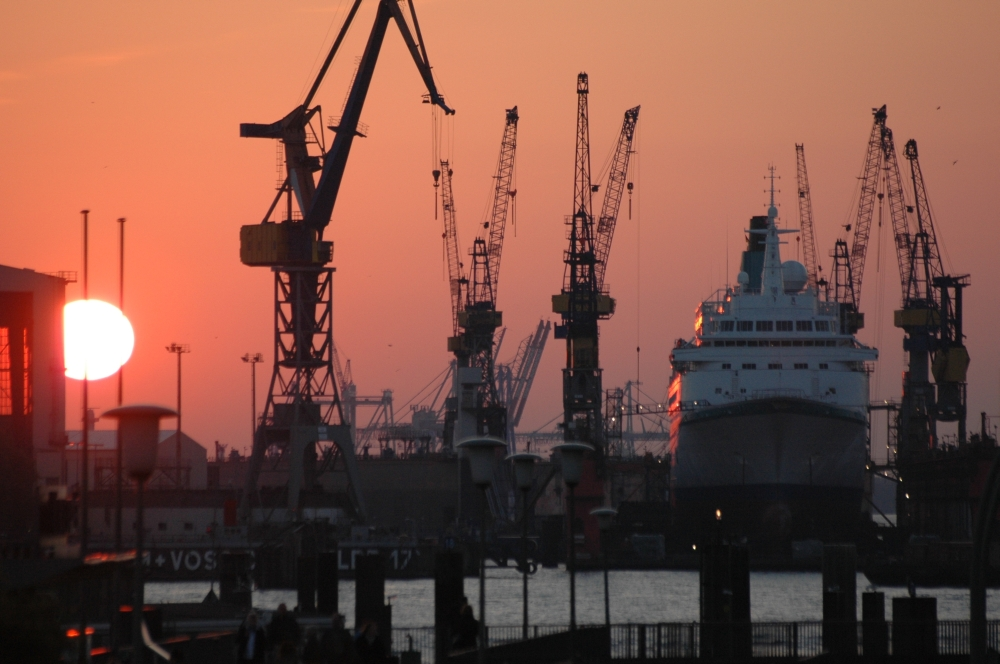
Sonnenuntergang hinter dem Werftgelände von Blohm + Voss

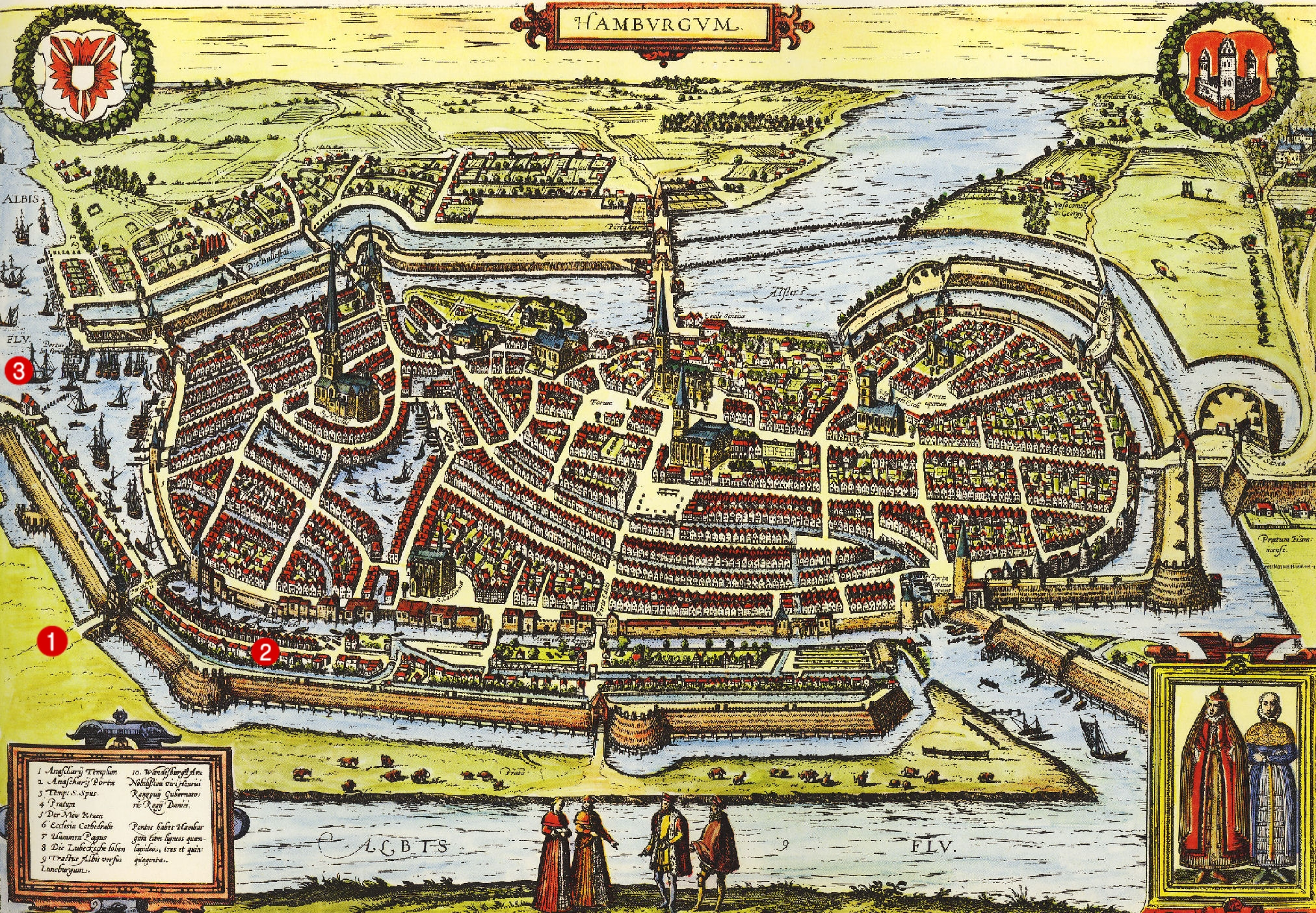
Hamburg vor 1600: 1. Brooktor und Brooksbrücke zum Großen Grasbrook; 2. Schiffbauerbrook; 3. Hafeneinfahrt mit Baumwall und Kehrwiederspitze

Werften in Hamburg haben das Bild des Hamburger Hafens von jeher mitgeprägt, von den zeittypischen Anlagen der Schiffbauer, von den Stapeln und Hellingen bis hin zu den Docks, Kabelkrananlagen und Helgengerüsten. Um 1900 gab es in Hamburg acht große Werften, die sich auf den Eisenschiffbau spezialisiert hatten und eine ungezählte Vielfalt an Kleinwerften, Yachtwerften, Reparaturwerften, Abwrackwerften, Bergungsunternehmen und einige mehr. Im Laufe des 20. Jahrhunderts haben mehrere große Werftenkrisen mit Konkursen und Fusionen die Bedeutung Hamburgs als ehemaliges Schiffbauzentrum schwinden lassen. Seit Mitte der 1980er Jahre verblieb mit Blohm + Voss die letzte Großwerft am Südufer der Norderelbe. Vom Altonaer Fischmarkt bis zu den St. Pauli Landungsbrücken aus gesehen, bestimmt sie deutlich den Blick auf den Hafen. Zur touristischen Attraktion gerät regelmäßig, wenn im Trockendock Elbe 17 große Kreuzfahrtschiffe wie die Queen Mary 2 oder die Freedom of the Seas zur Wartung und Reparatur passgenau eindocken.

## Geschichte des Schiffbaus in Hamburg
Die Hamburger Werften haben ihre Tradition im handwerklichen Schiffbau, der bis in das Mittelalter zurückreicht und über die Jahrhunderte sowohl den technischen Veränderungen wie den jeweiligen strukturellen Wandlungen in der Wirtschaft, der Politik und der Stadtentwicklung unterzogen war. Im 20. Jahrhundert hat die Werftarbeit neben der Hafenarbeit das soziale Gefüge in der Stadt entscheidend mitgeprägt und war für jedes der politischen Systeme – Kaiserreich, Weimarer Republik, Nationalsozialismus und Bundesrepublik – eine zu beachtende Größe.

### Schiffbauerbrook

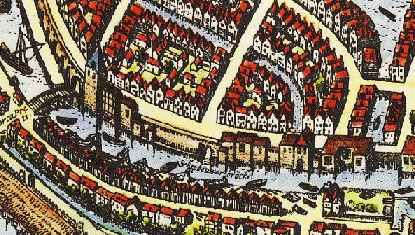
Schiffbauerbrook vor 1600, Ausschnitt aus einem Kupferstich von Braun und Hogenberg 1578/1592 Karte

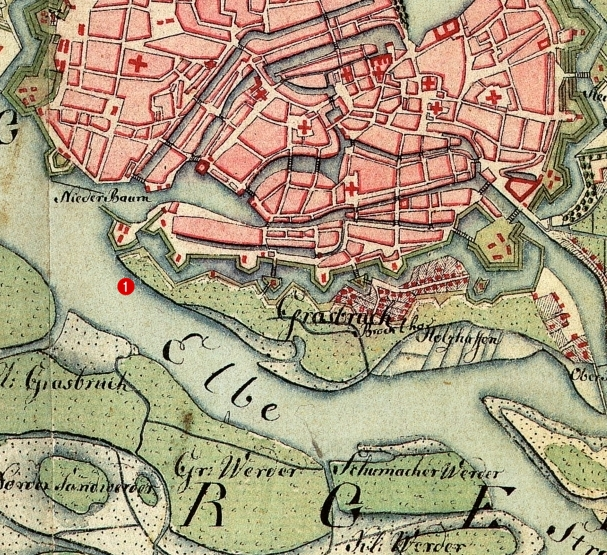
Großer Grasbrook um 1790; Ausschnitt aus einer Karte von Gustav Adolf von Varendorf; rot (1) bezeichnet den Schiffbauerplatz

Der erste schriftliche Nachweis über den Schiffbau in Hamburg ist eine Kämmereirechnung aus dem Jahr 1380, die bestätigt, dass auf dem östlichen Teil der Kehrwieder-Insel, zwischen Stadt und der Insel Grasbrook gelegen, der Ort war, „wo die Schiffe gebaut wurden“. Entsprechend erhielt diese Straße in den folgenden Jahrhunderten den Namen Schiffbauerbrook. Sie entspricht in etwa der heutigen Straße Brook. die in der Speicherstadt am Zollkanal verläuft. Auch der Name der benachbarten Straße Pickhuben verweist auf den Schiffbau: Er bezeichnet die Pechhauben, die hier zum Kalfatern vorbereitet wurden. Der Bedarf an Schiffen war in der Zeit der aufstrebenden Hanse groß, man baute nicht nur Koggen für die Kauffahrtei, auch Barsen und Kriegsschiffe für den Schutz der Handelsschifffahrt wurden in Auftrag gegeben. Zahlreiche Verordnungen, sogenannte Burspraken, regelten das Handwerk: Sobald die Schiffsneubauten bis zur Wasserlinie beplankt waren und eben schwimmen konnten, mussten sie zur weiteren Bearbeitung zu Wasser gelassen werden, um die Brandgefahr zu beschränken. In der Regel konnten Schiffe mit einem Tiefgang bis etwa 1,75 Metern gebaut werden, das Hamburger Fahrwasser von Dat Deep, dem Fleet, der heute noch von Oberhafen, Zollkanal und Binnenhafen nachvollzogen wird, ließ mehr nicht zu. Entwickelt hat sich daraus der sogenannte Hamburger Bojer, ein flachliegendes Segelschiff, das 1524 erstmals als seegehend bis Holland und England erwähnt wird. Ab 1540 wurde der Schiffbau in Hamburg genehmigungspflichtig, vor allem um die Preise für das begehrte Schiffbauholz stabil zu halten.
Die heute älteste Werft auf Hamburger Gebiet, die 1635 von Carsten Sietasch gegründete Sietas-Werft, war damals wie heute weiter elbab in Neuenfelde an der Estemündung gelegen. Sie befand sich bis 2014 im Eigentum der Familie, bis in die neunte Generation. Danach wurde die Werft durch die Pella Shipyard aus St. Petersburg übernommen und in Pella Sietas umbenannt.

### Großer Grasbrook

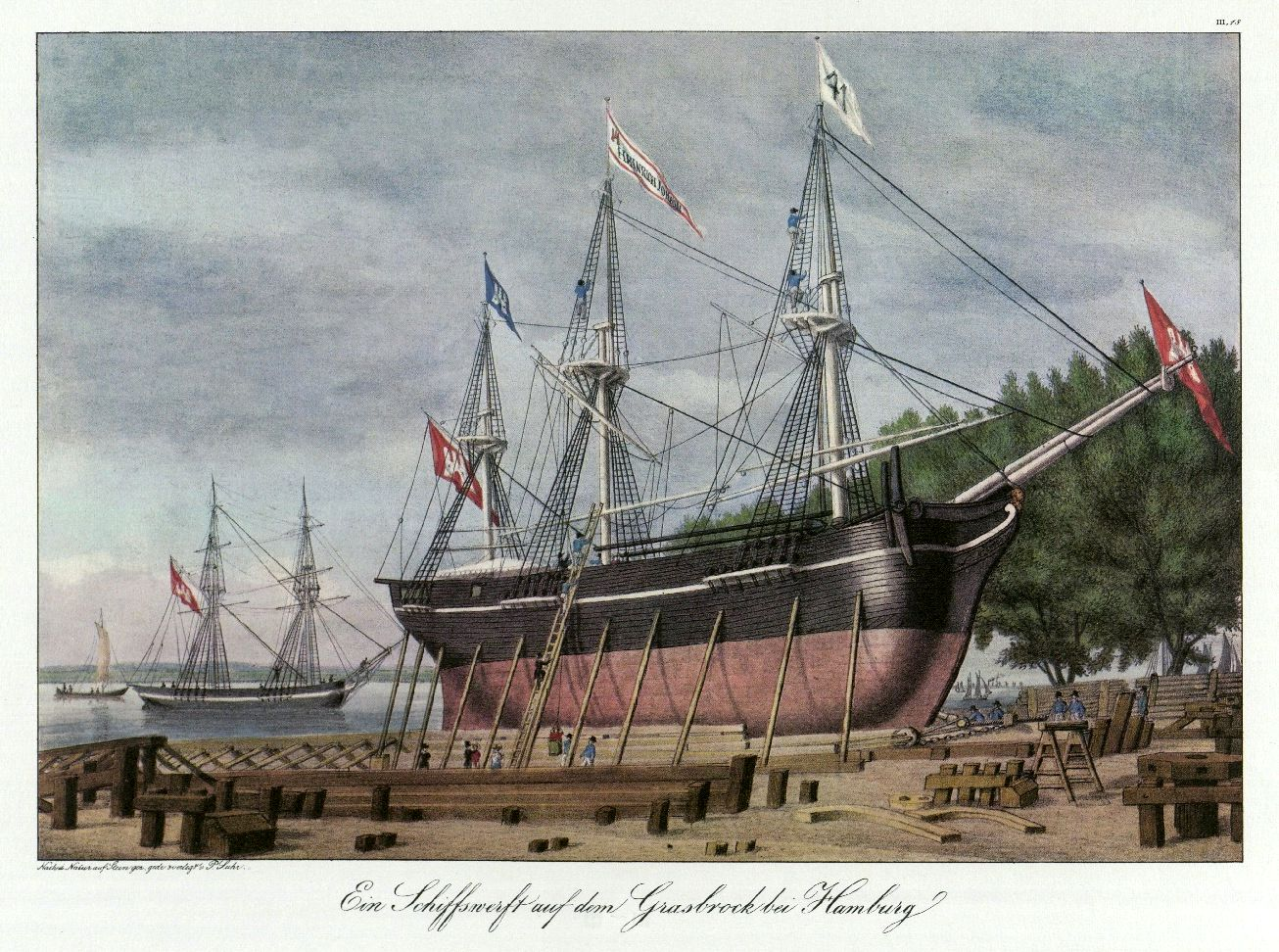
Schiffswerft auf dem Grasbrook, Lithografie der Gebrüder Suhr um 1835

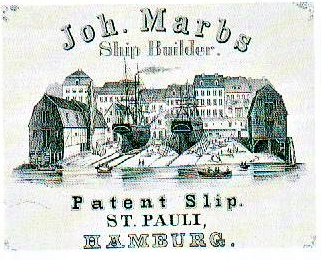
Die zunftfreie Werft von Johann Marbs am Hamburger Berg (St. Pauli, Hafenstraße), Lithografie um 1850

Nach der Befestigung der Stadt durch Bau der Wallanlage am Anfang des 17. Jahrhunderts wurde der Platz am Brook endgültig zu eng, die Schiffbauer verlagerten ihre Bootsplätze und Werften an die Westseite des Grasbrook, außerhalb der Stadtmauern, gegenüber der Bastion Georgius. Dieser Strand an der Norderelbe hatte zudem den Vorteil, dem wachsenden Bedarf an größeren Schiffen für den Überseehandel nachkommen zu können. Bis zur Mitte des 19. Jahrhunderts entwickelte sich hier der Schiffbau parallel zur aufstrebenden Kaufmannstadt. Bekannte Werften waren die Somm’sche Werft, von der heute ein Modell im Museum für Hamburgische Geschichte ausgestellt ist, Gleichmann & Busse, wo 1838 der erste eiserne Seedampfer in Deutschland – Willem I für einen holländischen Auftraggeber – konstruiert wurde und Johns Werft, die ihren Standort direkt am Höft des Grasbrooks hatte, der nach ihr benannt den Namen Johns’sche Ecke bekam. Heute befindet sich dort die Elbphilharmonie.
Ein Problem am Anfang des 19. Jahrhunderts war die Auseinandersetzung zwischen der Schiffszimmererzunft und den freien Schiffbaumeistern, die außerhalb des städtischen Einflussgebietes, zum Beispiel in Altona oder auf dem Hamburger Berg, ihre Schiffbauplätze betrieben. Auf Veranlassung der Reeder und Werfteigner schafften Rat und Bürgerschaft gegen den Widerstand der Meister und Gesellen im Dezember 1838 das Schiffbaueramt als das erste der Hamburger Zünfte ab. Damals wurden in Hamburg 60 Werkstätten mit Meistern und 502 Schiffszimmerergesellen gezählt.
Mit der Hafenerweiterung ab 1865 mussten die Werften vom Großen Grasbrook auf die Südseite der Norderelbe, vornehmlich nach Steinwerder und zum Kleinen Grasbrook, weichen. Am Schiffbauerstrand wurde das Becken des Grasbrookhafen angelegt, die Westseite des Dalmannkais hieß dennoch bis zum Bau der HafenCity Schiffbauerhafen.

### Reiherstieg

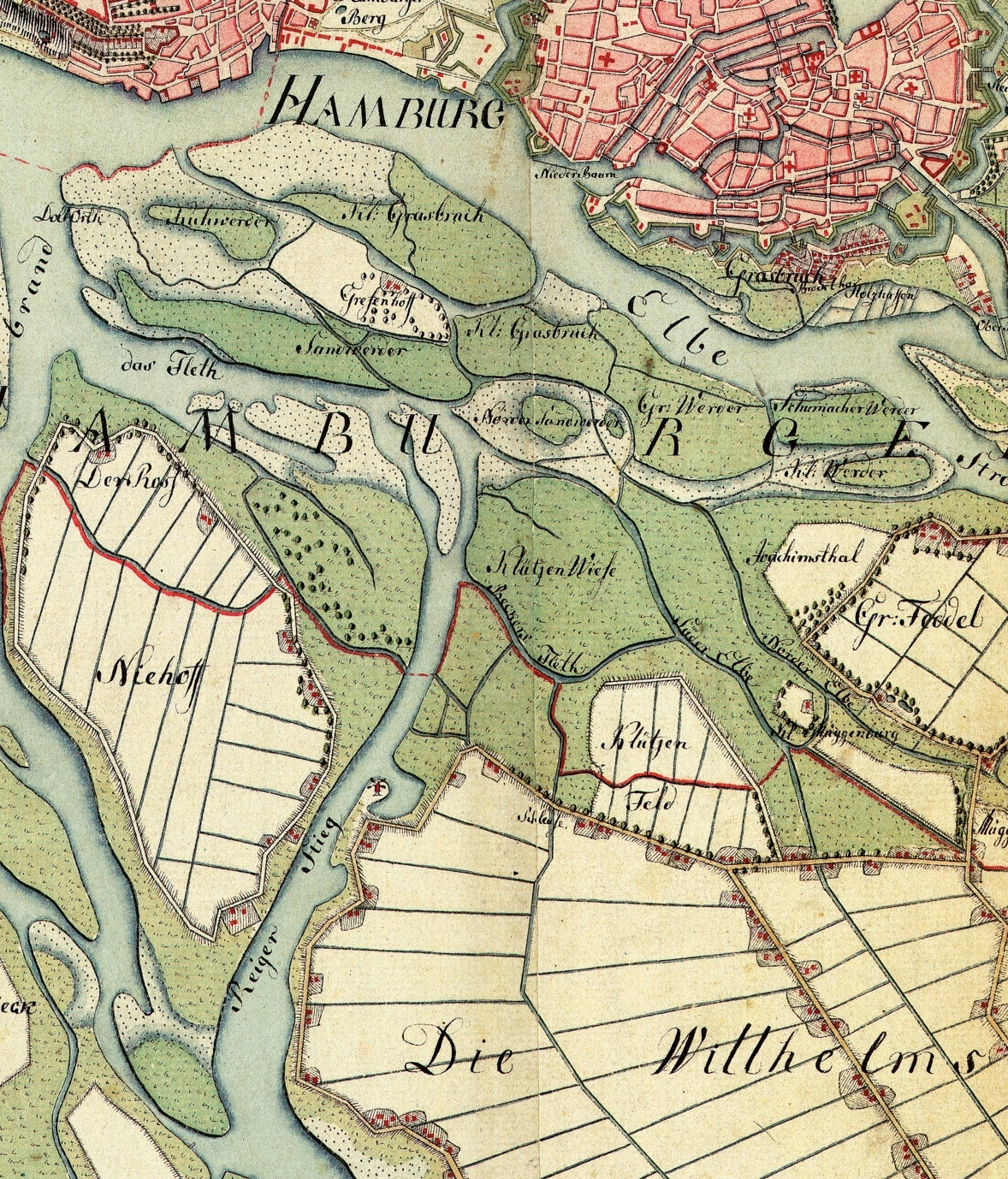
Reiherstieg um 1790; Ausschnitt aus einer Karte von Gustav Adolf von Varendorf

Neben dem Hamburger Schiffbau entwickelte sich im 18. Jahrhundert in Wilhelmsburg, damals eigenständige Ländereien des Herzog Georg Wilhelm von Braunschweig-Lüneburg ein reger Schiffbau. Am bekanntesten wurde die 1706 neben einer Sägemühle am Mühlenbrack gegründete Reiherstiegwerft, die 1861 zum Kleinen Grasbrook verlegt wurde. Etwa zwanzig Werften hatten innerhalb 300 Jahren ihren Standort am Reiherstieg, viele davon auf der westlich gelegenen Insel Neuhof. So ist aus dem 1835 von Johann Beenck gegründeten und ab 1840 von Ernst Dreyer weitergeführten Schiffbauunternehmen der Dreyer-Werft 1895 die Werft Oertz & Harder des Yachtkonstrukteurs Max Oertz am Neuhöferdamm hervorgegangen (bis 1929). Lange Traditionen hatten auch die Werft August Wolkau (1860–1959), die Frank-Werft (1864–1954) und die Oelckers-Werft (1876–1987), die 1888 ihren Standort von Steinwerder nach Neuhof verlegte. Im Jahr 1987 ging sie in Insolvenz, während des über fünfzehn Jahre dauernden Verfahrens lag das Gelände brach, bis es im Jahr 2004 von der Otto Dörner KG gekauft und saniert wurde.
Als letztes Schiffbauunternehmen in Wilhelmsburg ist die Theodor-Buschmann-Werft am Reiherstiegdeich verblieben, seit 1958 im Eigentum der Fairplay Reederei, die sich auf den Bau von Typschiffen für die HADAG Seetouristik und Fährdienst spezialisiert hat.

### Steinwerder und Kleiner Grasbrook

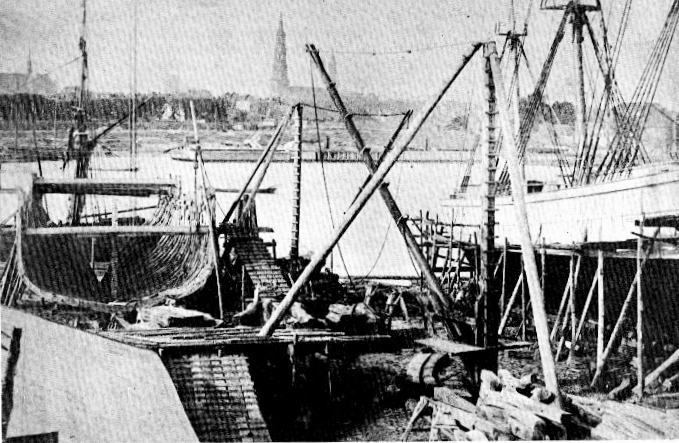
Blick über die Slipanlage der Werft J.H.N. Wichhorst auf dem Kleinen Grasbrook, um 1855. Jenseits der Elbe ist der noch unbebaute Große Grasbrook mit den Schiffbauerplätzen zu sehen. Im Hintergrund, mittig, die Hauptkirche St. Katharinen

Mit der Ausweitung des Hafens begann die Stadt Hamburg ab 1840 die Gelände der Elbinseln Steinwerder und Kleiner Grasbrook aufzuschütten und für die Werften bereitzustellen. Nicht nur der Hafen, auch die Werften selbst hatten mit zunehmender Technisierung einen größeren Platzbedarf. Die Entwicklung des Dampfantriebs und der Übergang zum Eisen- und Stahlschiffbau veränderten die Anforderungen an die Betriebe, der Übergang von der handwerklichen zur industriellen Fertigung vollzog sich binnen weniger Jahrzehnte. Die Neugründungen auf Steinwerder waren zum Beispiel die Werft von H. C. Stülcken 1846 an der Norderelbstraße, Heinrich Brandenburg 1845 am Fährkanal, Janssen & Schmilinsky 1858 am Schanzenweg oder die Werft von Robert Miles Sloman und dem Ingenieur Bernhard Wenke, der 1851 an der Reiherstiegmündung das erste gemauerte Trockendock in Hamburg baute. Überliefert ist, dass es spöttisch „Quellental“ genannt wurde, da ständig Wasser einlief. 1861 wurde der Standort der Reiherstiegwerft von Wilhelmsburg auf den Kleinen Grasbrook an die Reiherstiegmündung verlegt, 1850 kam die Werft J.H.N. Wichhorst von Altona ebenfalls auf den Kleinen Grasbrook. Ab 1852 mussten zudem alle Werften, die bis dahin auf dem Großen Grasbrook ihren Standort hatten, aufgrund des Baus der neuen Hafenanlagen und der Speicherstadt von dort wegziehen. Viele, wie die Werft Johns, zogen unmittelbar über die Elbe auf den Kleinen Grasbrook. 1875 zog die Reparaturwerft M. A. Flint vom innerstädtischen Stadtdeich an den inzwischen kanalisierten Reiherstieg im südlichen Steinwerder. Auf Kuhwerder, dem westlichen Teil von Steinwerder gründeten Johann Oelkers 1876 und Hermann Blohm und Ernst Voss 1877 schließlich ihre Werften.
Blohm & Voss expandierten schnell und galten bereits 1881 als die führende Werft Hamburgs. Die Oelkers-Werft wich 1888 nach Wilhelmsburg an den Reiherstieg aus, Janssen & Schmilinsky zogen 1917 zum Tollerort am damaligen Kohlenschiffhafen und kamen damit dem steigenden Platzbedarf der angehenden Großwerft entgegen. Das Hoch im Hamburger Schiffbau war erreicht, als die Stettiner Maschinenbau Actien-Gesellschaft Vulcan, die mit der AG Vulcan Stettin die damals größte deutsche Werft stellte, im Jahr 1905 ein Tochterunternehmen in Hamburg gründete. Die neue AG Vulcan Hamburg am Rosshafen im südlichen Steinwerder nahm 1909 ihren Betrieb auf; zwei Jahre später wurde die Hansestadt auch Sitz der Vulcan-Werke Hamburg und Stettin Actiengesellschaft. Dagegen unspektakulär war die ebenfalls 1905 erfolgte Gründung der bis heute existierenden Norderwerft am Ellerholzdamm zum Reiherstieg hin.
|  | Werften auf Steinwerder und Kleiner Grasbrook: 1 Stülcken 1840–1966 2 Brandenburg bis 1912 3 Janssen & Schmilinsky 1858–1917 4 Wencke 1850–1900 5 Reiherstiegwerft 1861–1927 (1983) 6 Wichhorst 1850–1917 7 M. A. Flint seit 1870 8 Oelckers 1876–1888 9 Blohm & Voss seit 1877 10 Staatszimmerplatz und -werft 11 Janssen & Schmilinsky 1917–1928 12 Vulkanwerft 1905–1928 (1987) 13 Norderwerft seit 1905 |

### Die Entwicklung der Großwerften

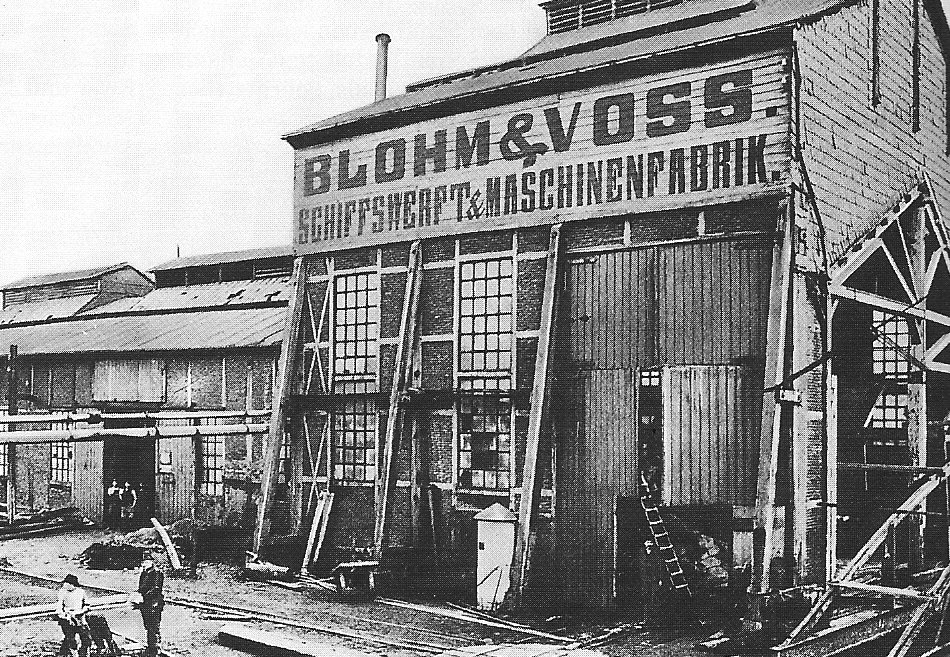
Blohm & Voss nach seiner Gründung 1877

Werft Heinrich Brandenburg 1880. Im Vordergrund der Schlepper Mobil

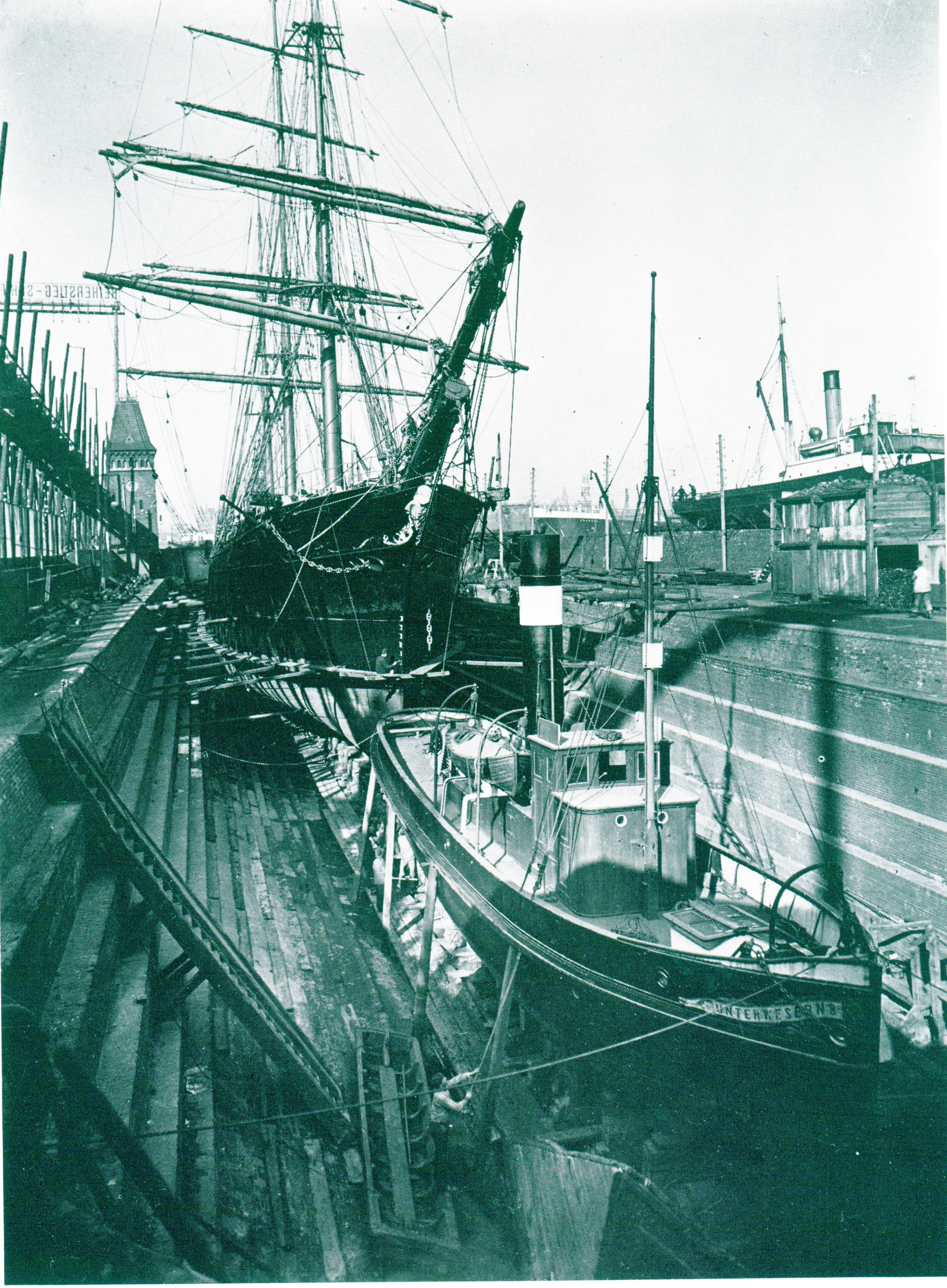
Das Trockendock der Reiherstiegwerft, 1906

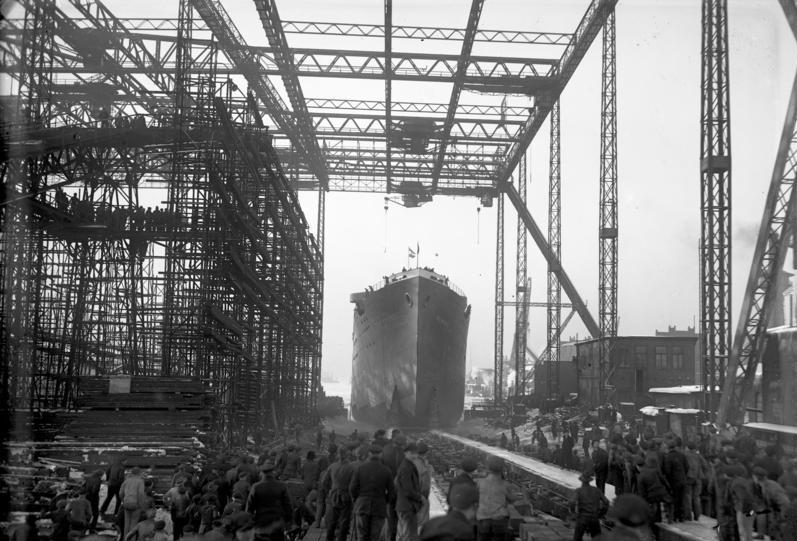
Stapellauf des MS Milwaukee bei Blohm & Voss 1929

Nach dem Zollanschluss Hamburgs an das Deutsche Reich 1888 und der Schaffung des Freihafens sowie der Vergrößerung der Hafengebiete, konnte das Handelsvolumen der Hamburger Hafenbetriebe weiter gesteigert werden. Die Nachfrage im Schiffbau stieg entsprechend. Die großen Werften breiteten sich sowohl an Fläche wie an Kapazität aus und übernahmen am Südufer der Norderelbe Grundstücke und Anlagen der kleineren. Blohm & Voss pachtete 1905 das gesamte Gelände zwischen Norderelbe, Schanzengraben und Kuhwerder Hafen, mit 569.000 m² war es das größte Werftgelände der Welt. Als 1917 das Gelände von Janssen & Schmilinsky hinzu kam, umfassten die Flächen nahezu den gesamten nördlichen Teil von Steinwerder. Die Reiherstiegwerft übernahm zwischen 1900 und 1917 nacheinander die Werften von Wencke, Brandenburg und Wichhorst und konnte so ihre Betriebsgelände beidseits der Reiherstiegmündung ausdehnen.
1914 beschäftigte Blohm & Voss 10.250, die Vulkanwerft 4300 und die Reiherstiegwerft 3245 Arbeiter. H. C. Stülcken Sohn, an der Norderelbstraße zwischen Blohm & Voss und der Reiherstiegwerft gelegen, war mit 895 Arbeitern die viertgrößte Werft in Hamburg, galt jedoch nicht als Großunternehmen. Bereits vor dem Ersten Weltkrieg und noch in den ersten Kriegsjahren konnten sich diese vier Werften Bauaufträge der Kaiserlichen Marine für Kriegsschiffe und Blohm & Voss zudem die Weiterentwicklungen von U-Booten sichern. Inmitten des Krieges kam es zu einer Neugründung, als 1916 die Hamburg-Amerika Linie (HAPAG) zusammen mit der Allgemeinen Elektricitäts-Gesellschaft (AEG) am Tollerort die Hamburger Werft AG gründeten. Ab 1918 führten die HAPAG und AEG Verhandlungen mit dem Maschinenbaukonzern Gutehoffnungshütte um die Errichtung eines U-Boot-Stützpunktes in Finkenwerder. Aus diesem Prozess ist die Deutsche Werft entstanden, die sich 1920 mit der Hamburger Werft vereinigte. Der Betrieb auf Tollerort wurde bis 1927 als Reparaturwerft betrieben.
Die Niederlage im Ersten Weltkrieg, die auf die Inflation folgende Handelskrise und schließlich die 1929 beginnende Weltwirtschaftskrise brachten ab Mitte der 1920er Jahre bis nach 1930 schwere Einbrüche im Schiffsneubau mit sich, die alle großen Werften betrafen. Die AG Vulkan Hamburg ging 1926 zunächst in den Besitz der Deschimag über und wurde 1928 von den Howaldtswerken Kiel aufgekauft. Zusammen mit der ebenfalls aufgekauften Werft von Janssen & Schmilinsky firmierte diese Werft bis 1939 unter dem Namen Howaldtswerke AG Kiel, Abteilung vormals Vulcan. Nach Verkauf der Kieler Werft verlegten die Howaldtswerke ihren Firmensitz 1939 vollständig nach Hamburg. Die Reiherstiegwerft wurde 1927 durch die Deutsche Werft aufgekauft und als Deutsche Werft – Betrieb Reiherstieg (Werk II) weitergeführt. Die frühere Abt. Heinrich Brandenburg der Reiherstiegwerft am Fährkanal neben H.C. Stülcken Sohn wurde zum Werk III der Deutschen Werft.

### Kriegswirtschaft und Zwangsarbeit

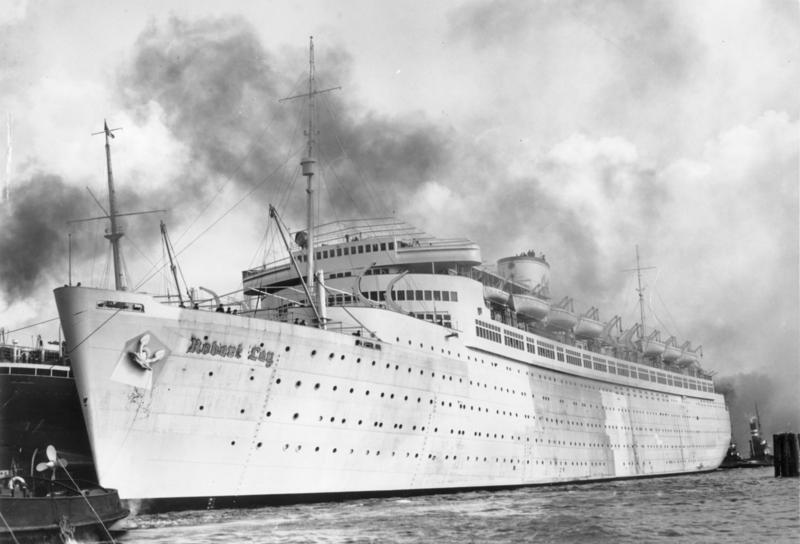
Die Robert Ley vor der Indienststellung im März 1939 am Kai der Howaldtswerke

Nach der Machtübernahme der Nationalsozialisten begann die Ausrichtung der Hafenwirtschaft auf einen zukünftigen Krieg. Einerseits brachte die weltmarktfeindliche Wirtschaftspolitik für eine Handelsmetropole wie Hamburg weitere Schwierigkeiten mit sich, diese wurden jedoch für die Großwerften binnen weniger Jahre durch Konjunkturprogramme und Staatsaufträge mehr als ausgeglichen. Aufsehenerregend waren die Neubauten zweier Schiffe für die Kraft durch Freude (KdF)-Flotte: am 5. Mai 1937 lief die Wilhelm Gustloff bei Blohm & Voss vom Stapel, am 29. März 1938 die Robert Ley bei den Howaldtswerken. Parallel dazu bewirkte der von Hitler verkündete Vierjahresplan mit den nach Hamburg vergebenen Rüstungsaufträgen für die als kriegswichtig eingestuften Betriebe einen künstlichen Wirtschaftsaufschwung. Der Stapellauf der Bismarck am 14. Februar 1939 bei Blohm & Voss, damals das größte Schlachtschiff der Welt, war eine Demonstration militärischer Stärke, doch auch kleinere Aufträge brachten den Werften mehr als Kapazitätsauslastung, so wurden zum Beispiel bei Stülcken ehemalige Fischdampfer zu Minensuchbooten umgebaut. Mit Beginn des Zweiten Weltkriegs waren die vier größten Hamburger Werften Blohm & Voss, Howaldtswerke, Deutsche Werft und Stülcken insbesondere im U-Boot-Bau tätig.
Die fehlenden Arbeitskräfte ergänzte man durch in besetzten Gebieten zwangsrekrutierte Männer, Frauen und auch Kinder. Weitere Zwangsarbeiter waren Kriegsgefangene, die von der Wehrmacht überstellt wurden, und gegen Ende des Krieges Häftlinge aus dem Konzentrationslager Neuengamme. Allein auf den Werften setzte man zwischen 1941 und 1945 mehrere 10.000 Zwangsarbeiter sowohl in der Produktion wie für Aufräumarbeiten nach Bombenangriffen ein. Sie waren in so genannten Firmen- oder Gemeinschaftslagern im Stadt- und Hafengebiet untergebracht, in geräumten Schulen oder Hallen, teilweise in Wohnhäusern, in Hafenschuppen und Lagerhäusern und wurden morgens an ihre Einsatzorte gebracht. Kriegsgefangene internierte man meist in Lagern auf den Betriebsgeländen selbst oder in unmittelbarer Nähe.
Ab 1944 richtete das KZ Neuengamme auf den Werften Außenstellen ein, so bei Blohm & Voss von Oktober 1944 bis April 1945 mit 600 männlichen Häftlingen, überwiegend aus Polen und der Sowjetunion; bei Stülcken von November 1944 bis April 1945 mit 250 männlichen Häftlingen aus diversen Staaten und bei der Deutschen Werft in Finkenwerder von Oktober 1944 bis März 1945 mit 600 männlichen Häftlingen, überwiegend aus der Sowjetunion, Polen, Belgien, Frankreich und Dänemark. Viele der Zwangsarbeiter und Häftlinge starben nicht allein an den unmenschlichen Arbeits- und Lebensbedingungen, sondern auch bei Bombenangriffen, während derer keine oder nur ungenügende Schutzunterkünfte für sie vorgesehen waren. In dem auf dem ehemaligen Gelände der Deutschen Werft angelegten Rüschpark weihte die Stadt 1996 ein Denkmal für die Zwangsarbeiter ein, entworfen von dem Künstler Axel Groehl. Es zeigt eine durchbrochene Betonmauer mit einer Bronzeplastik, eingerahmt von zehn Ebereschen.

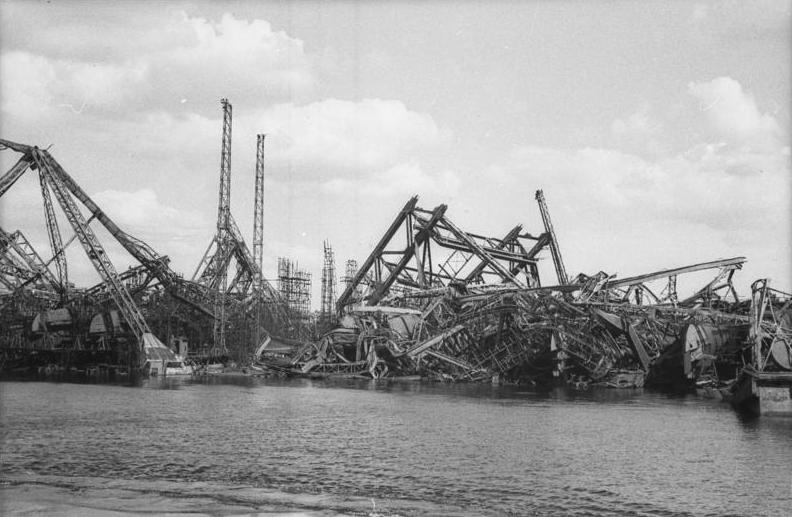
1946 gesprengte Helgengerüste von Blohm & Voss mit U-Booten des Typs XXI, Foto von 1948

Ab Juli 1943 und insbesondere in den letzten Kriegsmonaten bombardierten alliierte Luftstreitkräfte gezielt die Hafenanlagen sowie die Werke der Ölindustrie. Am 3. Mai 1945 wurde Hamburg nach Verhandlungen – anders als etwa Breslau – kampflos an die britischen Truppen übergeben. Zu diesem Zeitpunkt waren die Werften nahezu vollständig zerstört.

### Das sogenannte Werftensterben
In der direkten Nachkriegszeit wurde der Wiederaufbau durch die Auflagen der Alliierten und die Beschränkungen für den Schiffbau zunächst verzögert. Insbesondere Blohm & Voss war von diesen Maßnahmen betroffen, da die verbliebenen Anlagen ab 1948 von den Alliierten demontiert wurden. Unter dem Namen Steinwerder Industrie AG führte sie bis 1954 lediglich Schiffsreparaturen durch. Mit Aufbau der deutschen Reedereiflotte ab Ende der 1950er Jahre lebte das Werftengeschäft zunächst wieder auf. Als Kind des Wirtschaftswunders galt dabei der rasante Aufstieg der Schlieker-Werft auf Steinwerder und der Peute und deren Konkurs im Jahr 1962.
Ab den 1960er Jahren bekam der Hamburger Schiffbau, wie das gesamte europäische Werftwesen, enorme Konkurrenz aus Japan und Ostasien, dem ein nachhaltiger Konzentrationsprozess folgte. 1966 kaufte Blohm + Voss die benachbarte Stülckenwerft auf, führte deren Bauaufträge zu Ende, demontierte ab 1967 die Werftanlagen und gab den Betrieb hier auf. Die Howaldtswerft und die Deutsche Werft fusionierten 1967 zur Howaldtswerke Deutsche Werft (HDW) und umfassten damit die ehemaligen Betriebsflächen der Reiherstiegwerft auf dem Kleinen Grasbrook und Steinwerder (Betrieb Reiherstieg), der ehemaligen Vulkanwerft auf dem Ross (Betrieb Ross) und die Betriebsstätten der Deutschen Werft in Finkenwerder am Rüschkanal. 1968 folgte die weitere Fusion mit den Kieler Howaldtswerken, die seit 1953 von der Hamburger Howaldtswerft getrennt ein eigenständiges Unternehmen war.
Die erste Ölkrise 1973 brachte weitere wirtschaftliche Schwierigkeiten, da sich die großen Werften im Tankergeschäft verspekuliert hatten. Die HDW gab im selben Jahr noch die Werft in Finkenwerder auf, Schiffsneubauten wurden noch im Betrieb Ross durchgeführt, die Anlagen der Reiherstiegwerft dienten nur Reparaturzwecken. Mitte der 1980er Jahre gab die HDW ihren Standort Hamburg endgültig auf, die Gelände wurden stillgelegt und demontiert. Einzig das Werk Ross wurde zunächst von Blohm + Voss als Ross Industrie GmbH übernommen, stellte jedoch im Oktober 1987 ebenfalls den Betrieb ein.
Das Gelände der Reiherstiegwerft wird heute von der Shell AG genutzt. Das Stülcken-Gelände ist nach aufwändiger Altlastensanierung neben der Nutzung einiger Logistik-Unternehmen der Standort für das Hafentheater, in dem seit einigen Jahren das Musical Der König der Löwen gespielt wird. Die Flächen von Ross und Tollerort, ehemalige Betriebsgelände der Vulkanwerft wurden nach Aufschüttung des Vulkanhafens vor allem für die Stellflächen des HHLA Container Terminal Tollerort (CTT) ausgeweitet. Die Gelände der Deutschen Werft in Finkenwerder sind teilweise zu Parks umgestaltet und teilweise von der Firma Airbus übernommen.

Ehemalige Werftgelände
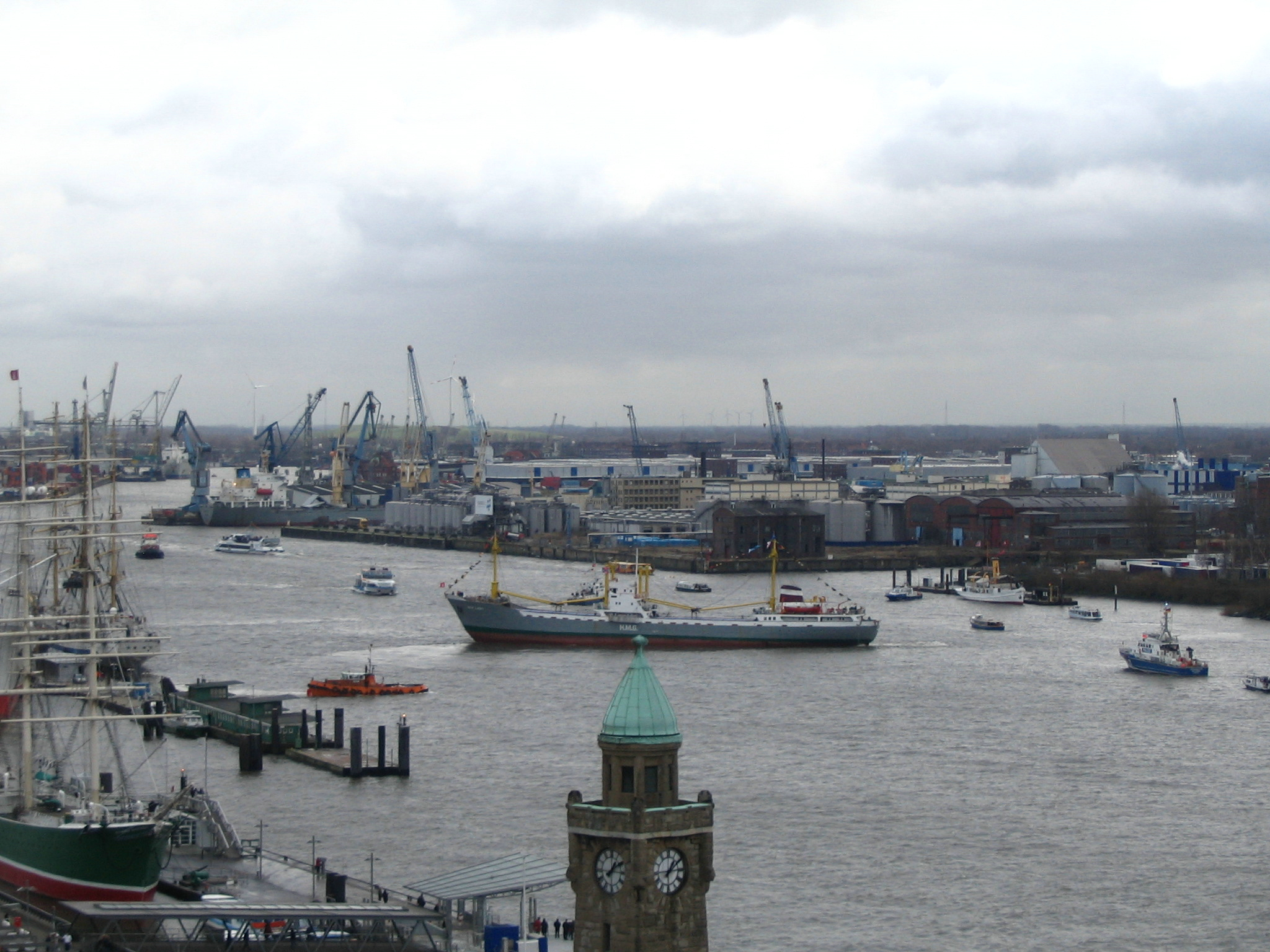
Blick auf das Gelände der ehemaligen Reiherstiegwerft, jetzt Shell AG. An der Einmündung des Reiherstiegs steht das letzte Betriebsgebäude, abgerissen im Herbst 2008. (Foto: Januar 2007)
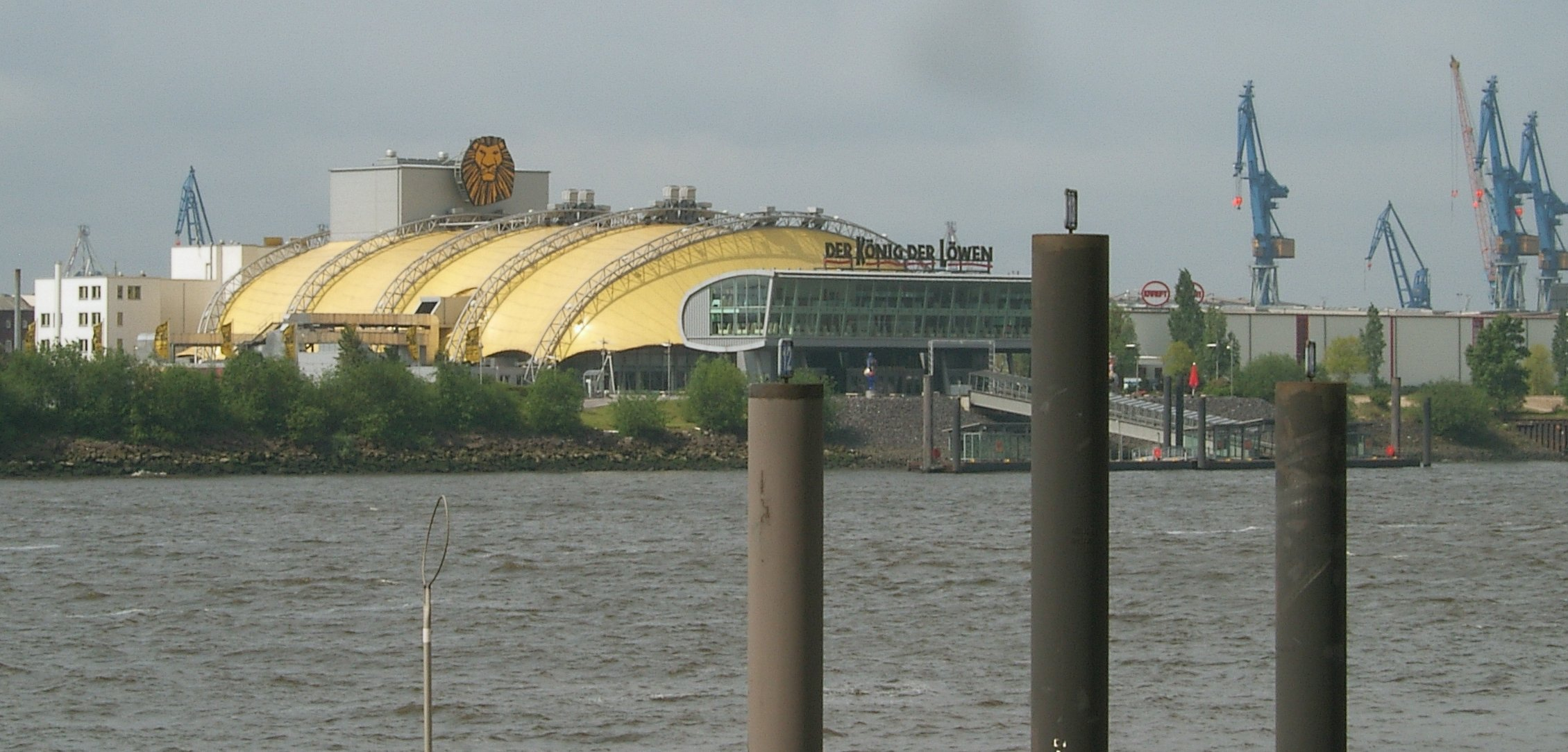
Gelände der ehemaligen Stülckenwerft, heute Hafentheater mit dem Musical König der Löwen (Foto: Mai 2006)
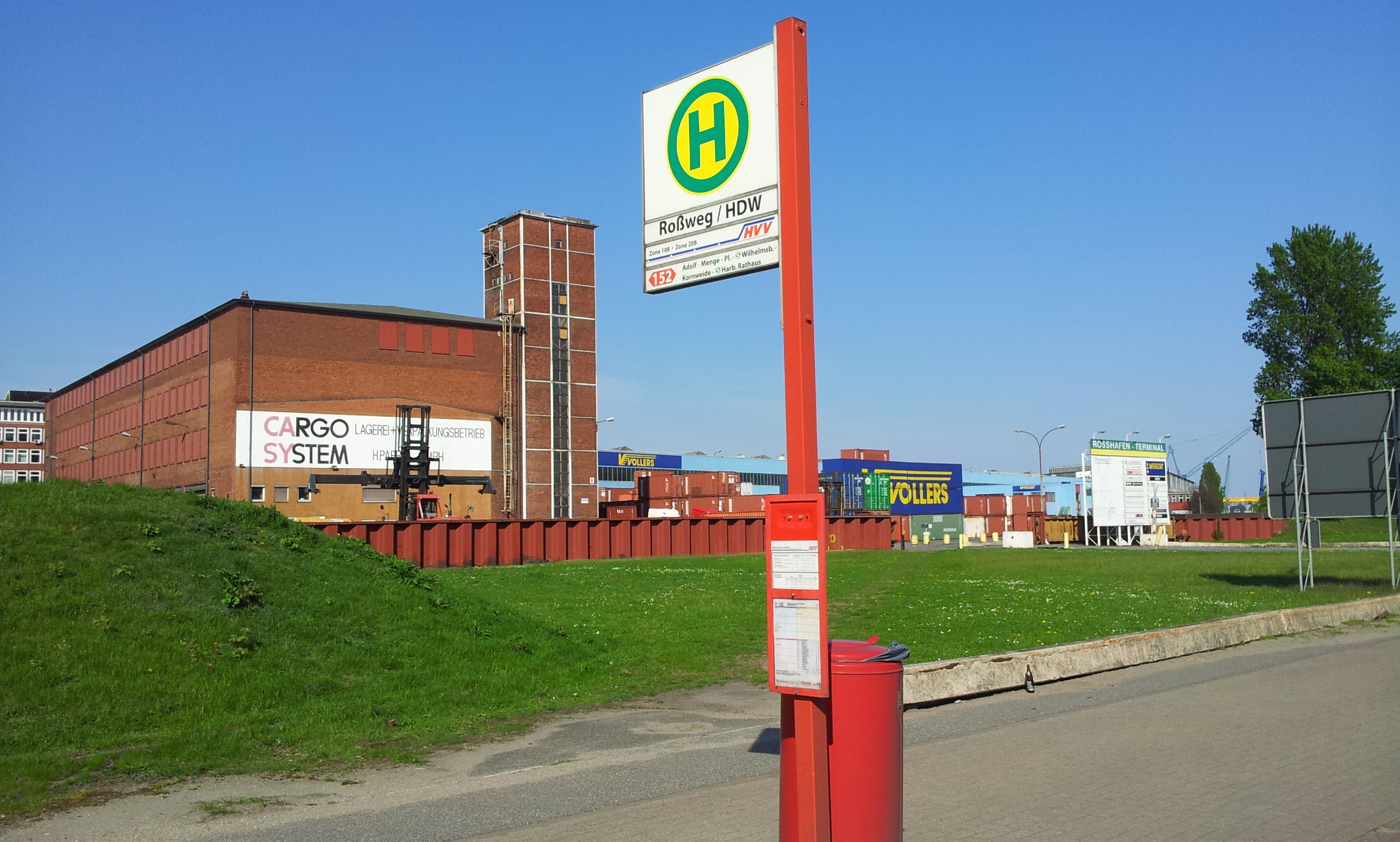
Ehemaliger Werkeingang der Howaldtswerke mit der Bushaltestelle Roßweg/HDW (Foto: Mai 2012)
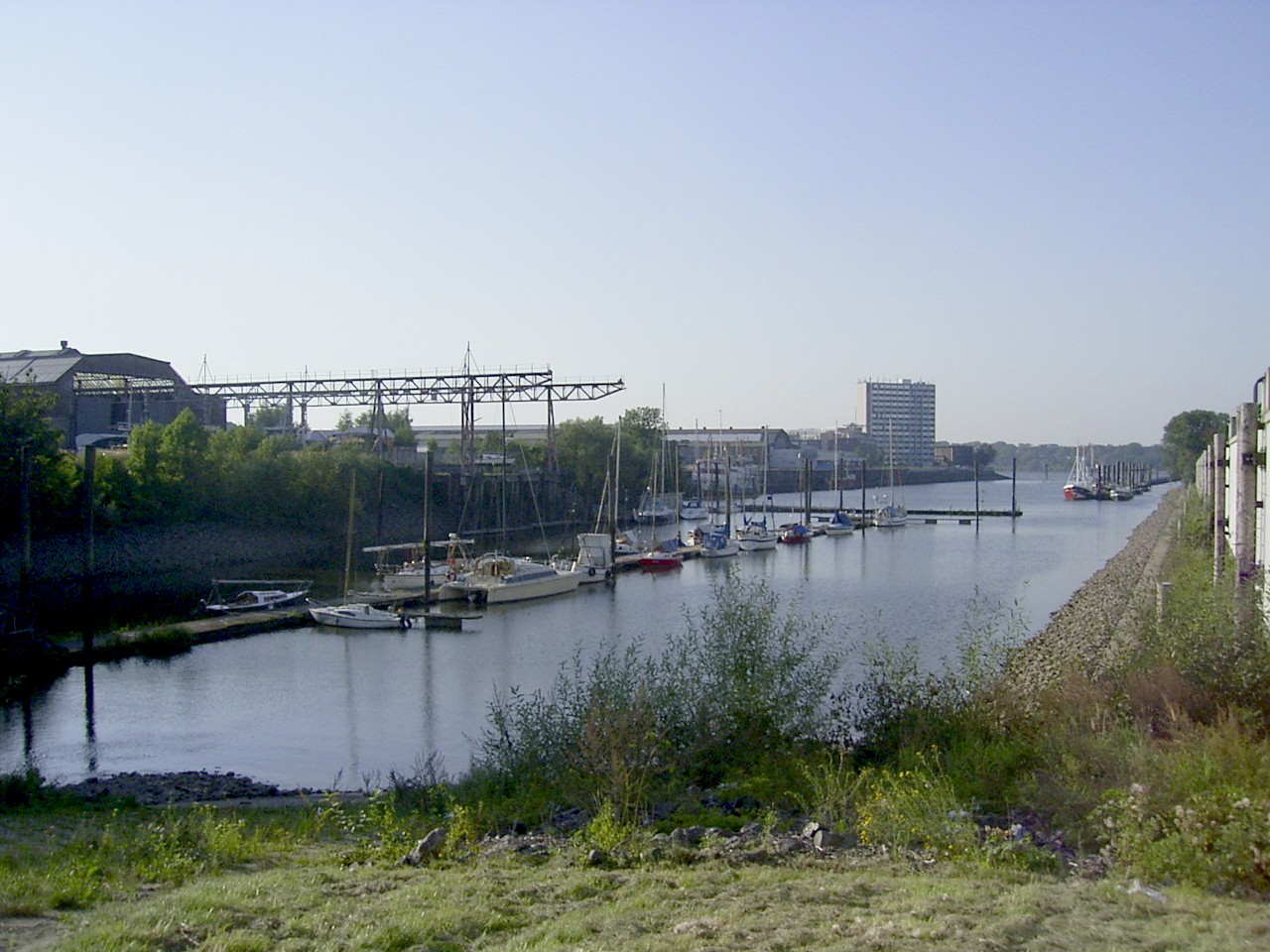
Steendiekkanal in Finkenwerder mit verbliebenen Gebäuden und Anlagen der ehemaligen Deutschen Werft. Das hohe Haus im Hintergrund ist das einstige Verwaltungsgebäude. (Foto: Mai 2007)

## Arbeitskämpfe und Widerstand
Mit der Aufhebung des Schiffbaueramtes 1839 verloren die Schiffbauergesellen den berufsmäßigen Schutz, den die Zunft ihnen zuvor bot. Durch die Einstellung von ungelernten, kostengünstigen Hilfskräften, die den Schiffseignern durch die geschaffene Gewerbefreiheit nun möglich war, setzte bereits vor Mitte des 19. Jahrhunderts ein beständiger Kampf um Arbeitsbedingungen und Lohn ein. 1849 gründeten die Schiffszimmerer in Hamburg einen Gewerkverein, um der Lohndrückerei entgegenzuwirken, und 1871 den Schiffszimmererverband, der Teil der Gewerkschaftsbewegung wurde.

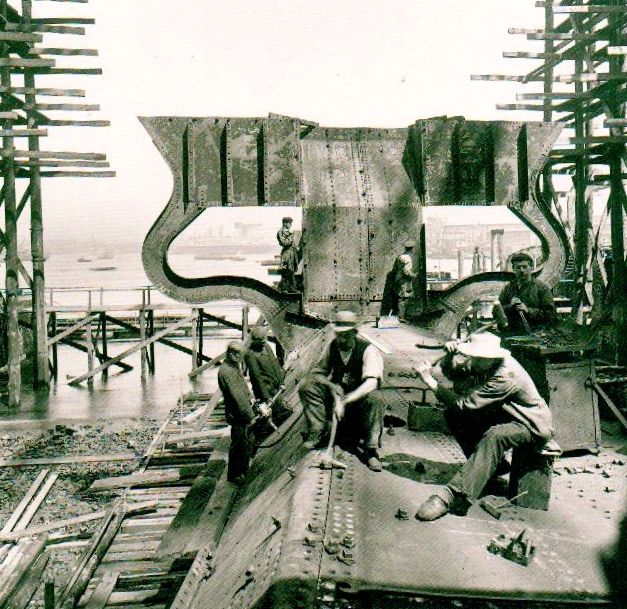
Werftarbeiter (Nieter) auf der Vulkanwerft 1911, Bau des Imperator

Die sich wandelnden Arbeitsstrukturen, vom Handwerk der Holzschiffwerft zur industriellen Fertigung im Metallbau, und der enorme Bedarf und Zuwachs an Arbeitskraft – um 1900 gab es mehr als 20.000 Werftarbeiter in Hamburg – schuf eine sich als Arbeiterklasse verstehende soziale Schicht. Es waren insbesondere die Arbeitsbedingungen auf den Großwerften, die dieses Eigenverständnis vertieften: körperlich hohe Belastungen durch schwere Geräte und Werkzeuge sowie durch die neu entwickelten Dampf- und Elektrogeräte, die große Unfallgefahr, gesundheitsschädliche Hitze und Lärm mit sich brachten, die überlangen Arbeitszeiten von 60 und mehr Stunden in der Woche bei gleichzeitig sehr geringem und unterschiedlichen Lohn. Sie waren, ähnlich wie bei den Hafenarbeitern, Ursache für zahlreiche Arbeitskämpfe.

### Werftarbeiterstreiks im 20. Jahrhundert

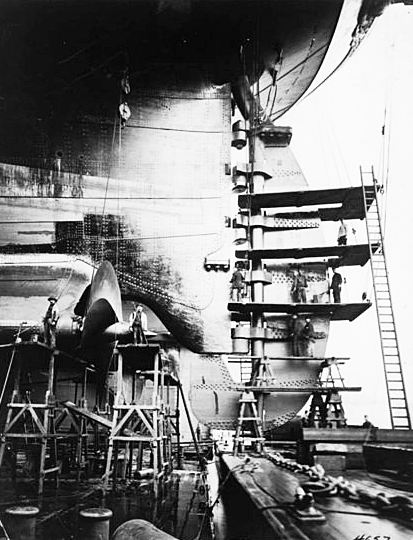
Werftarbeiter auf der Vulkanwerft 1912, Bau des Imperator

In der krisengeschüttelten Schiffbaubranche waren die Arbeitskämpfe im 20. Jahrhundert stets begleitet von der Drohung, die Existenz der Werft und damit des Arbeitsplatzes zu gefährden. Dennoch kam es bis 1933 zu einigen bedeutsamen Streiks:
- 1910: Zweimonatiger Streik der Hamburger Werftarbeiter mit dem Erfolg, dass die Wochenarbeitszeit von 60 auf 55 Stunden gesenkt und der Lohn um 8 % (das waren 2 Pfennig pro Stunde) erhöht wird[19]
- 1918: am 5. November streikten die Arbeiter der großen Werften, nach dem Gerüchte über den Kieler Matrosenaufstand nach Hamburg gelangt waren, dieser Streik führte mittelbar zur provisorischen Machtübernahme des Arbeiter- und Soldatenrats in Hamburg am 6. November 1918[20]
- 1924: Dreizehnwöchiger Streik der Werftarbeiter gegen die verlangte Arbeitszeitverlängerung[21]
- 1928/1929: Vierzehnwöchiger Streik der Werftarbeiter für die Einführung der 48-Stunden-Woche und Lohnerhöhungen (Arbeitszeit bislang: 52-Stunden-Woche)[22]

In der Nachkriegszeit kam es zu diversen Protestaktionen und Arbeitsniederlegungen, erwähnenswert ist dabei im Jahr 1955 ein zwei Wochen andauernder Wilder Streik bei den Howaldtswerken und der Stülckenwerft von etwa 11.000 Werftarbeitern für mehr Lohn. Ab Mitte der 1960er Jahre waren die Arbeitskämpfe bestimmt von der Sorge um den Erhalt der Arbeitsplätze.

### Widerstand gegen den Nationalsozialismus
Die Hamburger Werftarbeiter galten auch während des Nationalsozialismus als teilweise resistent gegen die herrschenden Einflüsse. 1938 kam es zu einer Mitteilung der Gestapo mit der Feststellung, dass Hamburger Werftbelegschaften noch zu „70 % rot“ seien. Tatsächlich organisierte sich der Widerstand in Hamburg in vielen Fällen im Umfeld der Werften und des Hafens, so zum Beispiel die Hamburger Antifaschisten gegen Franco. die Dagobert Biermann, Arbeiter auf der Deutschen Werft, 1936 aufbaute. Auch die Bästlein-Jacob-Abshagen-Gruppe organisierte ihr konspiratives Netzwerk hauptsächlich in den großen Werften. Unter den durch die Faschisten ermordeten Widerstandskämpfern findet sich eine hohe Zahl von Werftarbeitern. Der Betriebsrat von Blohm & Voss ließ in den Nachkriegsjahren auf dem Betriebsgelände eine Tafel für elf ermordete Arbeiter der Werft aufstellen.

### Der Arbeitskampf der HDW-Arbeiter 1983
Mit der Schließung des HDW-Betriebsteils der ehemaligen Deutschen Werft in Finkenwerder 1973 verloren 3000 Werftarbeiter ihre Arbeit, 1979 kam es zur Entlassung von weiteren 700 Beschäftigten bei der Schließung des Werkes Reiherstieg. Die Stadt Hamburg gab parallel dazu Subventionen in Höhe von 38,5 Millionen DM zur Modernisierung des Werks. Dennoch wurde 1983 der Schiffsneubau auf dem Ross eingestellt und die Entlassung von 3545 Werftarbeitern betrieben. Zahlreiche Proteste begleiteten die Entlassungen, diese gipfelten in einer spektakulären Besetzung des Betriebsgeländes vom 12. bis 20. September 1983. Letztendlich konnten die HDW-Arbeiter lediglich eine Aufstockung des Sozialplans erreichen.

## Werftenstandort im 21. Jahrhundert
Nach den Werftenkrisen ist Blohm + Voss als letzte Großwerft verblieben. Sie wurde 1995 in die eigenständigen Firmen Blohm + Voss GmbH als Neubau-Werft im westlichen Teil von Steinwerder, Blohm + Voss Repair GmbH als Reparaturwerft am Ufer der Norderelbe und Blohm + Voss Industries GmbH für Maschinen- und Turbinenbau geteilt. Die ersten beiden sind Teil der ThyssenKrupp Marine Systems AG, die seit 2009 einen Verkauf von Betriebsteilen anstrebt.
Auch einige kleinere Werften haben Krisen und Fusionen teilweise überstanden, wie die seit 1635 bestehende Sietas-Werft in Neuenfelde, die seit 2009 von einem neuen Management geführt wird, aber auch nach neun Generationen noch im Eigentum der Familie bleibt. Im November 2011 musste der Betrieb Insolvenz aufgrund schlechter Auftragslage beantragen, erhoffte sich dadurch aber Erhaltungsmöglichkeiten. Seit 1870 besteht die Werft M. A. Flint in Steinwerder am Reiherstieg, die zwar im Jahr 2005 ihr Tauch- und Bergungsunternehmen aufgeben musste, aber als Reparaturwerft weiter besteht. Eine Besonderheit dieser Werft ist die noch existierende Slipanlage, auf der kleinere Boote an Land gezogen werden. Die Norderwerft, 1905 gegründet und ebenfalls am Steinwerder Reiherstieg gelegen, war seit 1972 Betriebsteil von Sietas und gehört seit dem 1. Oktober 2012 (nach der Insolvenz von Sietas) heute zur Werftgruppe der Lürssen-Werft. Die Werft Pohl & Jozwiag, seit 1902 am Tollerort, hat sich seit langem auf den Bau kleinerer Jachten spezialisiert.
In den offiziellen Verlautbarungen der Stadt Hamburg zum Werftenstandort wird es so benannt, dass sich der Schiffbau in Hamburg einem strukturellen Wandel unterzogen hat: „Technisches Know-how, herausragende Ingenieurleistungen, modernste Fertigungstechniken und die Erfahrung aus vielen Jahren Schiffbau sorgen dafür, dass sich die Werften am Standort Hamburg in einem harten internationalen Wettbewerb behaupten und wirtschaftlich erfolgreich arbeiten können.“ Tatsächlich aber hat die weltweite Wirtschaftskrise im Jahr 2009 zu einem Auftragsrückgang und zu Auftragsstornierungen insbesondere im Containerschiffbau, aber auch von Staatsaufträgen geführt.

## Liste der Hamburger Werften
Die folgende – unvollständige – Liste führt bestehende und ehemalige Werften in der Freien und Hansestadt Hamburg auf, einschließlich jener Werftenstandorte, die seit 1937 zum Gebiet des Landes gehören (darunter Altona und Harburg-Wilhelmsburg).
| Name                                 | Zeitraum              | Standort                                                                | Bemerkung |
| ------------------------------------ | --------------------- | ----------------------------------------------------------------------- | --- |
| Alsterwerft (ATG)                    | 1870–heute            | Winterhude Jarrestraße                                                  | von Heinrich Eduard Justus am Leinpfadkanal als Reparaturwerft der Alsterschiffe gegründet, 1912 Umzug an den Osterbekkanal, von 1919 bis 1946 der HHA angegliedert, seit 1987 mit der Schiffswerft von Cölln verbunden |
| Altenwerder Schiffswerft             | 1920–1982             | Altenwerder Altenwerder Dreikatendeich                                  | von Rudolf und Paul Meier auf dem ehemaligen Werftgelände Holst gegründet |
| Johann Beenk                         | 1779–1845             | Altona Große Elbstraße 36                                               | von den Brüdern Johann und Peter Beenk an der Elbstraße 131 (nach Adressänderung Große Elbstraße) gegründet, ab 1829 von dem Sohn Johann Beenk weitergeführt, 1845 am Ernst Dreyer verkauft (siehe Dreyer-Werft) |
| Johann Beenk                         | 1782–1840             | Reiherstieg Neuhof, Schlömerstack                                       | von den Beenks aus Altona am Reiherstieg angelegt, ab 1829 von dem Sohn Johann Beenk weitergeführt; wurde 1840 von Ernst Dreyer aufgekauft und als Dreyer-Werft weitergeführt |
| Blohm & Voss                         | seit 1877             | Steinwerder Schanzengraben                                              | Firmenname seit 1965: Blohm + Voss |
| Heinrich Brandenburg                 | 1845–1912             | Steinwerder Fährkanal, Norderelbstraße                                  | 1912 von der Reiherstiegwerft übernommen; nach deren Fusion ab 1928 Werk III der Deutschen Werft |
| Heinrich Buschmann                   | seit 1882             | Peute Peuter Elbdeich 11                                                | von Johann Thomas Theodor Buschmann auf Steinwerder gegründet, 1892 Umsiedlung zum Ross/Tollerort; 1934 Trennung im Familienbetrieb: Heinrich Buschmann übernahm vom Westfälischen Kohlenkontor die Werft auf der Peute; gebaut werden Schuten, Pontons und Binnenschiffe |
| Theodor Buschmann                    | seit 1882             | Reiherstieg Reiherstiegdeich 53                                         | von Johann Thomas Theodor Buschmann auf Steinwerder gegründet, 1892 Umsiedlung zum Ross/Tollerort; 1934 Trennung im Familienbetrieb: der Sohn Theodor Buschmann verblieb auf dem Ross; 1945 wurden die Anlagen vollständig zerstört, Neuaufbau am Reiherstieg; 1958 von Kurt Borchard für die Fairplay Reederei erworben                                                            |
| Schiffswerft von Cölln               | seit 1764             | Finkenwerder Köhlfleet Hauptdeich                                       | erste Werft in Finkenwerder von Hinrich von Coelln auf den Rahmtorf’schen Wischen, Auedeich 114, gegründet; bis 1880 wurden Giek-Ewer, Ewer, Schoner, Besanewer und Galeassen gebaut, danach Fischkutter, Marine- und Behördenschiffe, später nur noch Reparaturwerft; 1962 nach Zerstörungen durch Sturmflut Verlagerung der Werft an den Köhlfleet;                               |
| Deutsche Werft                       | 1918–1967 (1975)      | Finkenwerder                                                            | am 1. Januar 1920 mit der Hamburger Werft vereinigt, 1967 Fusion mit den Howaldtswerken zur HDW, 1975 Aufgabe des Standorts Finkenwerder |
| Dreyer-Werft (Ernst Dreyer)          | 1840–1896             | Reiherstieg (Neuhof)                                                    | von Johann Beenck übernommen, 1896 an Max Oertz verkauft |
| Feltz-Werft                          | seit 1945             | Finkenwerder (Rüsch)                                                    | Die Werft wurde 1945 von Karl Feltz sen. auf Finkenwerder gegründet und von den Söhnen Peter und Karl Feltz bis ins Jahr 2009 weitergeführt. Seit April 2009 firmiert die Werft als Feltz-Werft GmbH. |
| M. A. Flint                          | seit 1870             | Steinwerder (Reiherstieg)                                               | am Stadtdeich von Martin Adolph Flint als Reparaturwerft gegründet; 1875 Umzug nach Steinwerder, Norderelbstraße, 1900 Neuaufbau am Reiherstieg, Ellerholzdamm; 1912 übernahm der Sohn William Flint, 1920 der Enkel Adolph Flint die Leitung; 1948 traten die Urenkel in die Firmenleitung ein; betrieben zusätzlich bis 1984 eine Kümo-Reederei, bis 2004 eine Bergungstaucherei. |
| Frank-Werft                          | 1864–1954             | Reiherstieg (Neuhof)                                                    | Familienunternehmen in drei Generationen: 1864 Johann Frank, 1902 Albert Frank, 1930 Fritz Frank |
| Gleichmann & Busse                   | 1838–1843             | Großer Grasbrook                                                        | ging aus der am Großen Grasbrook ansässigen Eisengießerei von Theodor Georg Gleichmann und Thomas Busse Globe Foundry hervor; baute 1838 den ersten in Deutschland konstruierten eisernen Seedampfer mit dem Namen Willem I; 1844 wurde am Ort die Kokerei Grasbrook gebaut. |
| Groth & Degenhardt                   | 1910–1929             | Altona, Große Elbstraße 43                                              | Die 1876 gegründete Maschinenfabrik übernahm die Anlagen der Wichhorstwerft am Sandberg und baute sie aus. 1929 Prozess gegen die Stadt Altona wegen Kündigung des Werftgeländes. (Die Maschinenfabrik existierte bis 1986). |
| Julius Grube                         | seit 1890             | Moorfleet, Holzhafen                                                    | heute: Reparatur von Binnenschiffen und Bau von Hausbooten. Die Werft verfügt über ein Schwimmdock mit 92 m Länge. |
| Hamburger Elbe Schiffswerft AG       | 1918–1937             | Reiherstieg, Wilhelmsburg                                               | in Nachfolge der Werft Eisenkonstruktions- und Brückenbauanstalt F.H. Schmidt an der Schmidtstraße 15 gegründet |
| Hamburger Motorbootwerft             | 1924–1930             | Billwerder                                                              | am Billwerder Neuer Deich 254–269 ansässig und als GmbH im Handelsregister eingetragen |
| Hamburger Schiffbau                  | 1923–1927             | Wilhelmsburg                                                            | an der Rethe beim Kattwyk ansässig und als GmbH im Handelsregister eingetragen |
| Hamburger Werft AG                   | 1916–1918             | Tollerort                                                               | Vorläufer der Deutschen Werft, Gründung auf der Landzunge Tollerort, Verlegung 1918 an den Standort Finkenwerder und Umbenennung |
| Hamburger Werft Hamann & Spieß       | 1943–1953             | Altenwerder                                                             | zwischenzeitlicher Betrieb der „arisierten“ Köhlbrandwerft |
| Hanseatische Werft                   | 1954–1962             | Harburg (Schlossinsel/Binnenhafen)                                      | auf dem Gelände der Schlosswerft gegründet; Bau u. a. von Fährschiffen bis zum Konkurs |
| Schiffswerft W. Holst                | 1920–1959             | Neuenfelde                                                              | 1920 durch Übernahme der elterlichen Zimmerei von Wilhelm Holst gegründet, am 1. Juli 1959 von J.J. Sietas übernommen und zum Jahresende 1959 mit J.J. Sietas fusioniert |
| Howaldtswerke Hamburg                | 1928–1967 (1986)      | Steinwerder (Ross) / Tollerort                                          | entstanden aus dem Aufkauf von Janssen & Schmilinsky und der Vulkanwerft durch die Howaldtswerke Kiel unter dem Namen Howaldtswerke AG Kiel, Abteilung vormals Vulcan, ab 1937 eigenständiges Werk; 1967 Fusion mit der Deutschen Werft zur HDW |
| Howaldtswerke-Deutsche Werft (HDW)   | 1967–1986             | Steinwerder (Ross) / Tollerort / Kleiner Grasbrook / Finkenwerder       | durch die Fusion der Howaldtswerke und der Deutschen Werft entstanden; 1968 Fusion mit den Kieler Howaldtswerken, 1986 Schließung des letzten Standorts in Hamburg (Ross) |
| Janssen & Schmilinsky                | 1858–1928             | Steinwerder / Tollerort                                                 | 1917 Verlegung des Betriebsgeländes von Steinwerder nach Tollerort; 1928 Konkurs, Ankauf durch die Howaldtswerke |
| Jastram-Werft                        | 1928–1971             | Allermöhe (Bergedorf)                                                   | als Tochterfirma der Jastram-Motorenwerke gegründet; baute Barkassen und andere Bootstypen; seit 1971 Konzentration auf die Herstellung von Rudermaschinen |
| Jöhnk Werft                          | seit 1933             | Harburg (Schlossinsel/Binnenhafen)                                      | von Jöhnk und Scheel, Schiffbauern der ehemaligen Schlosswerft daselbst gegründet |
| Johns-Werft                          | 1737–1859 1859–1865   | Großer Grasbrook (Johns’sche Ecke) Kleiner Grasbrook                    | gesichert ist der Bestand seit 1737, eine Quelle nennt auch 1550 als Ursprung; 1865 Verkauf und Übergabe der Werft an Wichhorst |
| Bootswerft Peter Knief               | seit 1927             | Harburger Außenhafen                                                    | Familienunternehmen gegründet von Alfred Knief, seit 1980 Peter Knief |
| Köhlbrand-Werft (Paul Berendsohn)    | 1921–1938 (1953–1957) | Altenwerder                                                             | wurde 1938 enteignet („arisiert“), zunächst von der Stadt Hamburg genutzt, firmierte dann als Hamburger Werft Hamann und Spiess, 1953 teilweise Rückgabe, 1957 Verkauf an die Abbruchfirma Eisen & Metall Hamburg. |
| Johann Marbs                         | um 1800–1878          | Hamburger Berg (St. Pauli)                                              | baute Segelschiffe und den Raddampfer Leeds, der später als Radkorvette Bremen bekannt wurde |
| Schiffswerft Ernst Menzer            | 1889–1982             | Hamburg-Bergedorf und Geesthacht                                        | baute Boote, Binnen- und Seeschiffe |
| Johann Meyer Schiffscapitain         | 1818 – ca. 1850       | Hamburger Berg (St. Pauli)                                              | Adresse: Bei den Tranbrennereien über No. 23 (heute: St. Pauli Hafenstraße) |
| Norderwerft                          | seit 1906             | Reiherstieg (Ellerholzdamm)                                             | von Reinhold Holtz, Eigentümer der Schlosswerft gegründet, ab 1972 J.J. Sietas-Gruppe, seit 2012 Teil der Bremer Lürssen-Gruppe |
| Oelkers-Werft (Johann Oelkers)       | 1876–1987             | Steinwerder / Reiherstieg (Neuhof)                                      | auf Steinwerder als Reparaturwerft gegründet, 1888 Verlegung zum Reiherstieg; meldete 1987 Insolvenz an |
| Oertz & Harder (Max Oertz)           | 1895–1929             | Reiherstieg (Neuhof)                                                    | durch Übernahme der Dreyer-Werft entstanden; Max Oertz stieg 1918 aus, bis 1929 durch die Hansa und Brandenburgischen Flugzeugwerke AG weitergeführt |
| Ottensener Eisenwerke (OEW)          | 1889–1954             | Peute                                                                   | war ein Nebenbetrieb der Maschinenfabrik in Ottensen, wurde 1954 von Willy H. Schlieker übernommen |
| August Pahl                          | 1914–ca. 1990         | Finkenwerder                                                            | baute insbesondere Feuerlöschboote, Hafenfähren und Alsterschiffe aber auch Küstenmotorschiffe |
| Pohl & Jozwiak                       | seit 1902             | Tollerort                                                               | |
| H. Rancke                            | 1922–1975             | Hamburg-Neuenfelde                                                      | 1922 von Heinrich Rancke gegründet, 1968 von Sietas übernommen und 1975 erloschen |
| Reiherstiegwerft                     | 1706–1983             | Reiherstieg (Reiherstieg-Land) / Kleiner Grasbrook (Reiherstiegmündung) | von Lukas Kramer am Reiherstieg gegründet, 1849 von Joh. Ces. Godeffroy & Sohn übernommen, 1861 Umzug zum Kleinen Grasbrook, 1927 von der Deutschen Werft aufgekauft, ab 1967 Betriebsteil der HDW (Werk Reiherstieg), 1983 stillgelegt |
| Richters Werft                       | 1820–1853             | Großer Grasbrook                                                        | Werft von Johann Jakob Richters, Werftplatz wegen Hafenausbau aufgegeben |
| SSB Spezialschiffbau Oortkaten       | 1865–2014             | Oortkaten                                                               | vormals Hermann Grube, vorwiegend Bau von Binnenschiffen Bau von Hafenfähren und Solarschiff für ATG Im Dezember 2013 meldete das Unternehmen Insolvenz an und gilt laut Handelsregistereintrag vom 28. Februar 2014 als aufgelöst. |
| Marine Service Brandt                | seit 2015             | Oortkaten                                                               | Nach der Abwicklung des Insolvenzverfahrens der SSB Spezialschiffbau Oortkaten wurde das Werftgelände von einer Investorengruppe übernommen, die dort unter der Firma Marine Service Brandt GmbH eine Reparatur- und Instandhaltungswerft betreibt. Viele ehemalige Mitarbeiter der SSB-Werft fanden hier einen neuen Arbeitsplatz.                                                 |
| Schlieker-Werft (Willy H. Schlieker) | 1952–1962             | Steinwerder / Peute                                                     | aus der Übernahme der Ottensener Eisenwerke und des Nordgeländes von Blohm + Voss entstanden |
| Schlosswerft (Renck / Holtz)         | 1854–ca. 1930         | Harburg (Schlossinsel/Binnenhafen)                                      | von Hans Georg Renck jr. gegründet, 1884 von Reinhold F. Holtz übernommen (späterer Gründer der Norderwerft); auf Geländeteilen seit 1933 Jöhnk Werft und zeitweise Zweigwerft Gebr. Sachsenberg AG |
| Sietas-Werft (Pella Sietas)          | seit 1635             | Neuenfelde (Estemündung)                                                | von Carsten Sietasch gegründet, neun Generationen im Eigentum der Familie. Im März 2014 wurde die Sietas-Werft übernommen von der Terraline GmbH in Hamburg, die zur in St. Petersburg ansässigen Pella Shipyard gehört. Die Kommanditgesellschaft Norderwerft GmbH & Co. wurde 2012 an die Lürssen-Gruppe verkauft.                                                                |
| Somm’sche Werft (J. & F. von Somm)   | 1794–1852             | Großer Grasbrook                                                        | baute Barken, Galioten und Schoner, Feuerschiffe und das erste Schiff der HAPAG |
| Stülcken-Werft (H. C. Stülcken Sohn) | 1840–1966             | Steinwerder                                                             | wurde 1966 von Blohm + Voss übernommen und anschließend demontiert |
| Vulcan Hamburg                       | 1905–1928 (1987)      | Steinwerder (Ross)                                                      | als Tochterunternehmen der Stettiner Maschinenbau AG unter dem Namen A.G. Vulcan Hamburg gegründet (ab 1913 Schreibweise Vulkan), 1928 von der Deschimag übernommen, 1930 an die Howaldtswerke weiterverkauft; 1967 Teil der HDW, 1986 von Blohm + Voss übernommen, 1987 stillgelegt                                                                                                |
| Bernhard Wencke                      | 1850–1900             | Steinwerder (Reiherstiegmündung)                                        | 1851 konstruierte der Ingenieur Bernhard Wencke das erste gemauerte Trockendock in Hamburg, es wurde 1900 von der Reiherstiegwerft als Werk II übernommen |
| Wichhorst-Werft                      | 1827–1917             | Veddel / Kleiner Grasbrook                                              | 1827 erste Wichhorst-Werft auf der Veddel gegründet; ab 1840 unter der Firma J.H.N. Wichhorst; 1850/51 erstes Hamburger Trockendock; 1861 zum Kleinen Grasbrook verlegt; 1917 von der Reiherstiegwerft als Werk III übernommen |
| August Wolkau                        | 1860–1975             | Reiherstieg (Neuhof)                                                    | |
| J. C. Wriede                         | 1824–1904             | Finkenwerder                                                            | Familienunternehmen, gegründet von Joachim Wriede, später übernommen von Carsten Julius Wriede |